# Fal·làcia etimològica
La fal·làcia etimològica és la creença errònia que un mot o expressió ha de tenir el mateix significat i sentit que el que indica la seva etimologia, és a dir, la negació del canvi lingüístic en el significat d'una paraula. Pot incloure el pensament que una accepció d'un mot és més genuïna o acurada que les altres per estar més lligada a l'origen. Això no significa que totes les paraules hagin vist alterat el sentit originari, però s'ha de comprovar en cada cas si el context d'ús és idèntic o no.